# Сакаевский Майдан
 Сакаевский Майдан  — деревня в составе Шокшинского сельского поселения Теньгушевского района Республики Мордовия.

## География
Находится на расстоянии менее 4 километров по прямой на юго-запад от районного центра села Теньгушево.

## История
Основана предположительно в первой трети XVIII века. В 1866 году учтена была как казенная деревня Темниковского уезда из 105 дворов. В 1863 году была построена деревянная Никольская церковь.

## Население
Постоянное население составляло 59 человек (русские 83 %) в 2002 году, 50 в 2010 году.